# Ondo (música)
El Ondo (音頭, Ondo) es un tipo de música folclórica japonesa.

## Etimología y descripción
La traducción literal de ondō es «cabeza de sonido» . Los kanji o caracteres chinos utilizados en japonés tienen a menudo significados literales y abstractos, aquí el kanji para «sonido» (音)  tiene un sentido abstracto más cercano a «melodía» o «música» y el kanji para «cabeza» (頭) tiene un sentido abstracto más cercano a «golpe», «patrón de base». Ahora bien probablemente ondō hace referencia a cierto tipo de «sonido» o a un «patrón de ritmo».
Hay otras denominaciones utilizadas para describir antiguos géneros de música japonesa. Por ejemplo fushi o bushi (節), con su sentido literal de «nudo», «articulación» o «común» se refiere a los nudos encontrados en el bambú, generalmente encontrados en una secuencia. Así fushi puede también tener la idea abstracta de «secuencia» para referirse a notas y ritmos en una secuencia, a saber, una melodía.
Un ondō no obstante, se refiere generalmente a un tipo de canción con un ritmo oscilante característico de 2/2. Esta «oscilación» puede ser designada como ukare en japonés. Ondō es un término utilizado en géneros japoneses antiguos pero hoy todavía se usa para designar canciones escritas en este estilo oscilante. A veces, el ritmo no es vacilante y es interpretado uniformemente. Este estilo es llamado kizami.
Todas las melodías japonesas antiguas con un ritmo oscilante no son llamadas ondō, a veces los términos fushi o bushi son utilizados para designar una cadencia con un ritmo balanceado en 2/2, estos dos tiene más o menos el mismo sentido de «cadencia» o de «melodía». La canción folclórica Gōshū ondō, por ejemplo, no sigue esta regla porque el ritmo no es interpretado en un estilo vacilante. La canción folclórica Tanqueō Bushi tiene un ritmo oscilante de 2/2, aunque el término «bushi» figure en su título.
En la música popular japonesa, fushi y ondo siguen al nombre de la canción. Por ejemplo, Tokio ondo, Mamurogawa ondo y Hanagasa ondo llevan todos ondo en sus títulos. Kushimoto fushi, Bouraboura fushi y Soran fushi tienen todos fushi en sus nombres.

## Música folclórica y Obon
Una parte de la celebración O-bon japonesa consiste en participar en el baile de la comunidad local. La tradición del baile Bon o Bon Odori (盆踊り) remonta a algunos centenares de años y es acompañada generalmente de una canción local. En estos últimos tiempos no obstante, nueva música es utilizada para el baile de acompañamiento O-bon, como los últimos éxitos enka y la nueva música escrita especialmente para el bon. El ritmo ondō siempre ha sido común en la música folclórica japonesa pero incluso la nueva música escrita para los bailes Bon ha sido compuesta en este estilo. Es, pues, frecuente encontrar nombres de música más reciente con la palabra ondō unida a su título. Por ejemplo, las franquicias japonesas tales como las series de televisión Anime y Tokusatsu tienen sus propios ondos así : the Pokémon Ondo, the Naruto Ondo, the Hunter x Hunter Ondo, the Doraemon Ondo, Ojamajo Doremi Ondo, Agumon Ondo, la canción de imagen de Agumon en Digimon Adventure 02 Shiawase Kyoryu Ondo e incluso la serie Súper Sentai posee varias canciones ondo como Carranger Ondo, "Sunshine Pikkapika Ondo" de Aqours, Monokuma Ondo" de Danganronpa: The Animation, Bomb Dancing Megaranger, Hurricane Ondo, Bakuryu Kazoeuta, Let's Go Se-do y más recientemente, Minna Summer DAY Ondo. Los ondō son con frecuencia utilizados como temas de abertura de animes en los años 60 y 70, en particular con las producciones Tatsunoko. 
Para ser justo, incluso música no-ondō comienza a hacer su aparición en escena en el baile de bon. La selección va del enka de sonoridad tradicional como el Zundoko-bushi de Kiyoshi Hikawa a los más modernos éxitos no-japoneses como Kokomo de los Beach Boys.

## Fuente de la traducción
- Datos: Q7092205